# Mas Condal
El Mas Condal és un edifici del municipi d'Avinyonet del Penedès (Alt Penedès) protegit com a bé cultural d'interès local. És una masia de plantat rectangular composta de planta baixa i pis, amb coberta a dues aigües. Portal d'arc rebaixat amb dovelles. Balcons del primer pis amb brancals i llindes de pedra. A l'interior es troben arcs ogivals. Ha sofert moltes reformes.